# Sabina Chantouria
Sabina Chantouria, Olga Sabina Tchantouria Vamling, född 12 juli 1991 i Lund, är en svensk/georgisk singer-songwriter, sångerska och låtskrivare.

## Biografi
Sabina Chantouria medverkade 2017 i georgiska uttagningen till Eurovision Song Contest 2017 i finalen och framträdde med egenskrivna låten "Stranger", som hon efter tävlingen släppte som singel. "Stranger" är inspelad av Amir Aly i Malmö. År 2011 blev hon uttagen att tävla i talangtävlingen World Champhionship of Performing Arts i Hollywood, med en egen låt. Sabina Chantouria har också gjort TV-framträdanden, talkshower och konserter i Georgien och arbetat med stora namn inom både Sverige och Georgiens musikelit. Hon har framträtt på festivaler och konserter runt om i Sverige, Danmark, Georgien och USA. År 2012 vann Sabina Chantouria också musiktävlingen Publikens favorit anordnad av Malmöfestivalen.
2013 släppte hon debut-EP:n A Confession. Därefter Spiderweb (2014), och 2016 singeln "Cry for me". Låten "Cry for me" är inspelad av amerikanska producenten Kevin Jarvis (som arbetat med Iggy Pop, Leonard Cohen, Elvis Costello, Ben Vaughn m.fl.). Skådespelaren Ryan Francis (som spelade den unga Peter Pan i Steven Spielbergs film Hook) var Sabinas motspelare i hennes musikvideor "Spiderweb" och "Cry for me".

## Diskografi

### Singlar
- 2013 – "A Confession" (maxi-singel)
- 2014 – "Spiderweb"
- 2016 – "Cry for me"
- 2017 – "Stranger"

### Musikvideor
- 2014: "Spiderweb"
- 2016: "Cry for me"
- 2017: "Stranger"